# Kulmer Handfeste
Als Kulmer Handfeste wird das am 28. Dezember 1233 durch den Deutschen Orden in Kulm ausgestellte Dokument bezeichnet, mit dem die Siedlungen Kulm und Thorn zu den ersten Städten im zwischen der Weichsel und zweien ihrer Zuflüsse gelegenen Kulmer Land erhoben wurden und eine Städteordnung erhielten. Die in der Kulmer Handfeste in Latein aufgezeichneten Rechtsnormen wurden schon bald für das gesamte Ordensland und sogar dessen Nachbarterritorien vorbildlich und bildeten die Grundlage für ein neues Recht, das später als Kulmer Recht bezeichnet wurde.

## Ausstellungs- und Überlieferungsgeschichte
Am 28. Dezember 1233 stellten Hermann von Salza († 1239), der Hochmeister des Deutschen Ordens, Hermann Balk († 1239), der Landmeister (Präzeptor) „im Slawenland und in Preußen“ („per Sclavoniam et Prusiam preceptor“), sowie der gesamte Ordenskonvent die nach ihrem Ausstellungsort benannte Urkunde aus, die Kulm und Thorn zu den beiden ersten Städten im von der Weichsel, der Drewenz und der Ossa begrenzten Kulmer Land machte. Die Kulmer Handfeste ist somit quasi die offizielle „Gründungsurkunde“ bzw. das Lokationsprivileg von Kulm und Thorn. Als Zeugen wurden in der Kulmer Handfeste die Mitglieder des Ordens und die übrigen Personen genannt, die zusammen mit Hermann Balk an die Weichsel gekommen waren. Keine Erwähnung fand hingegen Herzog Konrad von Masowien († 1247), der die Ordensritter in sein Territorium gerufen und ihnen 1228 das Kulmer Land verliehen hatte.
Das Original der Kulmer Handfeste ging wahrscheinlich 1244 während des Angriffs von Herzog Swantopolk von Pommerellen († 1266) beim Brand des Kulmer Rathauses verloren. Unser heutiges Wissen über ihre Bestimmungen verdanken wir drei später verfassten Schriftstücken, die allerdings nicht in allen Details übereinstimmen. Das erste dieser Schriftstücke ist die so genannte Erneuerte Kulmer Handfeste, datiert auf den 1. Oktober 1251. Sie wurde auf Grundlage einer in Thorn befindlichen Urkunde angefertigt, von der allerdings nicht bekannt ist, ob es sich bei ihr um ein zweites Original oder nur eine Abschrift des Originals handelte. Fest steht, dass in der 1251 vom Orden neu ausgestellten Handfeste einige Änderungen vorgenommen wurden, die letztlich einer Beschneidung der in der ursprünglichen Handfeste von 1233 verliehenen Rechte gleichkamen.
Das zweite erhaltene Schriftstück ist eine vom Kulmer Stadtschreiber Konrad Bitschin 1431 angefertigte Abschrift, die sich in einer Abschriftensammlung der Stadt erhalten hat. Er machte jedoch keinerlei Angaben darüber, auf welchem Text seine Abschrift beruht. Sicher ist, dass dieses Schriftstück in Kulm entstand, woraus geschlossen werden kann, dass dort möglicherweise eine weitere Abschrift der Handfeste von 1233 existierte. Das dritte Schriftstück schließlich ist die so genannte Danziger Kopie, die 1684 vom Historiker Christoph Hartknoch (1644–1687) in Alt- und Neues Preußen, einer umfangreichen Darstellung der Geschichte Preußens, publiziert wurde.

## Inhalt
Die Kulmer Handfeste legte für beide Städte die Übernahme des Magdeburger Rechts fest – allerdings mit leichten Abänderungen, wie z. B. günstigeren Sätzen für die Bußgelder –, das um einige Elemente des flämischen und Freiberger Rechts erweitert wurde. Beide Städte erhielten umfangreichen Landbesitz und eine großzügige Ausstattung für ihre Pfarreien. Ihren Bürgern wurde das Recht der freien Wahl von Richtern zugestanden, die jedoch dem Orden und der Gemeinde unterstehen sollten. Damit verbunden war auch die niedere Gerichtsbarkeit mit einem Anteil von einem Drittel an den Gerichtsbußen. Kulm sollte dafür – wohl in Anknüpfung an die zentrale Funktion der alten Kulmer Burg, die von den Prußen 1216 zerstört worden war – als Hauptstadt und Oberhof fungieren, was bedeutete, dass seine Ratsherren Anfragen zur städtischen Gerichtsbarkeit beantworten und etwaige Zweifel klären sollten.
Weitere Bestimmungen regelten die Ausübung diverser Herrschaftsrechte, vor allem Boden- und Wasserrechte, Fährabgaben, aber auch das Erbfolgerecht, Kriegsdienstverpflichtungen sowie die Abgaben und Dienste der Besitzer von Landgütern. Der Orden behielt sich zwar die Verfügung über Seen, Erz- und Salzvorkommen vor, gewährte den Stadtbürgern aber umfangreichere Jagd- und Fischereirechte, als sie im Heiligen Römischen Reich und in den polnischen Herzogtümern üblich waren, und beteiligte sie auch am Mühlenwesen. Stadtbürger beiderlei Geschlechts verfügten über ihre Güter nach dem flämischen Erbrecht, was umso bemerkenswerter war, als es Frauen beispielsweise nach dem Magdeburger und auch dem polnischen Recht nur gestattet war beweglichen Besitz zu erben. Ferner sicherte der Orden den Bürgern und ihren Gütern Schutz vor allen ungebührlichen Steuern und Abgaben sowie vor zwangsweisen Einquartierungen zu und versprach, ihm zugefallene Häuser in den Städten nur so zu nutzen, wie es auch die anderen Stadtbürger taten. Allerdings verpflichtete der Orden die Land besitzenden Bürger zum Kriegsdienst, wobei genau festgelegt wurde, wie das Bürgeraufgebot ausgerüstet und bewaffnet zu sein hatte. Schließlich wurde als Maßeinheit für den Grundbesitz die flämische Hufe (rund 16 ha) festgelegt und das Land von Zollzahlungen befreit.
Eine wichtige Regelung betraf auch das Münzwesen. Es wurde bestimmt, „dass es im ganzen Gebiet eine Münze geben soll und dass die Denare aus gutem und reinem Silber hergestellt werden sollen“ („ut una moneta sit per totam [terram], et ut de puro et mundo argento denarii fabricentur“), wobei 12 Denare bzw. Pfennige einem Schilling und 60 Schillinge einer Mark entsprechen sollten. Wesentlich günstiger als im Heiligen Römischen Reich waren auch die „Wechselkurse“ beim Umtausch von alten in neue Münzen (14 alte gegen 12 neue Pfennige) bei einer relativ seltenen, auf alle zehn Jahre beschränkten Münzneuprägung.

## Bewertung
Aufgrund des allgemeinen Anspruchs der in der Kulmer Handfeste verbrieften Rechtsnormen bzw. der vorgenommenen Veränderungen des Magdeburger Stadtrechts, war diese „von Anfang an mehr ... als nur das Lokationsprivileg zweier Städte“. Mit der Handfeste hatte der Orden die aus dem Westen gekommenen Neusiedler großzügig an den von ihm erworbenen Rechten partizipieren lassen, wodurch nicht nur günstige Voraussetzungen für ein relativ rasches Aufblühen der im Ordensgebiet gegründeten Städte geschaffen, sondern auch zahlreiche weitere Siedler angelockt wurden, weil diese hier in den Genuss weiter reichender Privilegien kommen konnten als im Heiligen Römischen Reich. Wegen der Vorbildwirkung ihrer Bestimmungen für das gesamte spätere Ordensterritorium und sogar noch darüber hinaus, wurde die Kulmer Handfeste schließlich zur Grundlage des später so bezeichneten Kulmer Rechts. Aus diesem Grund wurde die Kulmer Handfeste auch als „»d[ie] ›Magna Charta‹ des Ordensgebietes«“ bezeichnet.